# Прямой хребет (Луна)
Прямо́й хребе́т (лат. Montes Recti; не путать с уступом Прямая Стена (Rupes Recta)) — горы на видимой стороне Луны, расположенные в северной части Моря Дождей в районе, ограниченном селенографическими координатами 47,95° — 48,89 °C. ш., 17,7° — 21,83° з. д. На востоке от гор находятся горы Тенерифе, на западе Залив Радуги, окаймленный горами Юра́.
Горный массив имеет необычную правильную форму в виде прямоугольника, ориентированного с запада на восток, за что и получил своё название. В соответствии с современными воззрениями горы представляют собой часть внутреннего вала кратера, образованного имбрийским импактом, породившим Море Дождей. В дальнейшем бассейн Моря Дождей был заполнен лавой и ныне над ней возвышаются лишь отдельные части внутреннего вала. Наибольшую высоту (1600 м) имеет пик Эпсилон. В геологическом отношении горы близки соседним возвышенностям, горные породы, вероятно, представляют собой смесь анортозита и лавовых пород Моря Дождей. Северная часть гор образована горными породами, относящимися к нижней части лунной коры, поднятыми при импакте и, вероятно, содержащими значительную долю титана и железа.